# Grand Prix-wegrace van Tsjecho-Slowakije 1989
De Grand Prix-wegrace van Tsjecho-Slowakije 1989 was de veertiende Grand Prix van het wereldkampioenschap wegrace-seizoen 1989. De races werden verreden op 27 augustus 1989 op het Automotodrom Brno nabij Brno. In deze Grand Prix kwamen alle klassen aan de start en werden de wereldtitels in de 125cc-klasse, de 80cc-klasse en de zijspanklasse beslist. Voor deze drie klassen eindigde het seizoen ook in Brno, en de 80cc-klasse reed de laatste race van haar bestaan.

## Algemeen
Opnieuw trok de Grand Prix van Tsjecho-Slowakije een enorm aantal toeschouwers, waarschijnlijk rond de 150.000, waarvan een zeer groot deel uit de DDR. Deze mensen zouden in elk geval de beslissingen in drie klassen gaan meemaken:

### Kanshebbers titel 125cc-klasse voor deze GP
In de 125cc-klasse maakte Hans Spaan nog een theoretische kans op de titel, maar dan moest hij minstens als vierde eindigen en moest Àlex Crivillé uitvallen. Crivillé zou echter steun kunnen verwachten van Jorge Martínez, weliswaar geen teamgenoot, maar wel een landgenoot. De kans van Ezio Gianola was heel theoretisch: hij moest winnen en zowel Crivillé als Spaan moesten vrijwel puntloos blijven. 
| Pos | Coureur       | Merk                    | Ptn | {\displaystyle \Delta } | Overwinningen |
| --- | ------------- | ----------------------- | --- | ----------------------- | ------------- |
| 1   | Àlex Crivillé | Marlboro-JJ Cobas-Rotax | 146 | -                       | 3             |
| 2   | Hans Spaan    | Samson-Sharp-Honda      | 135 | −11                     | 1             |
| 3   | Ezio Gianola  | Pileri-AGV-Honda        | 128 | −18                     | 2             |

### Kanshebbers titel 80cc-klasse voor deze GP
De spanning in de 80cc-klasse duurde al een maand, want sinds de TT van Assen had deze klasse niet meer gereden. Peter Öttl en Manuel Herreros stonden in punten gelijk. Als dit zo zou blijven zou Öttl met drie overwinningen wereldkampioen zijn, maar als een van de twee een punt meer dan de ander scoorde zou hij de titel grijpen. Herreros had nog geen enkele overwinning gescoord, maar was de koning van de regelmaat. Hij zou steun krijgen van Jorge Martínez en Julián Miralles. Öttl zou steun krijgen van de vele Oost-Duitse fans, die West-Duitse coureurs op handen droegen, maar niet van zijn stalgenoot Stefan Dörflinger, die geen rechtstreeks fabriekscontract met Krauser had en bovendien zelf nog een redelijke kans op de titel had. Dörflinger moest hopen op een gevecht tussen de koplopers waardoor ze misschien wel allebei zouden vallen. 
| Pos | Coureur           | Merk                            | Ptn | {\displaystyle \Delta } | Overwinningen |
| --- | ----------------- | ------------------------------- | --- | ----------------------- | ------------- |
| 1   | Peter Öttl        | Atomic-Krauser                  | 75  | -                       | 3             |
| 1   | Manuel Herreros   | Ángel Nieto-Ducados-Cepsa-Derbi | 75  | 0                       | 0             |
| 3   | Stefan Dörflinger | Marlboro-LCR-Krauser            | 69  | −6                      | 0             |

### Kanshebbers titel zijspanklasse voor deze GP
Als Egbert Streuer nog wereldkampioen wilde worden moest hij minstens 15 punten (derde in de race) scoren en bovendien moest Steve Webster uitvallen. Een podiumplaats voor Streuer was goed mogelijk, maar het uitvallen van Webster was minder waarschijnlijk. Dat deed hij vrijwel nooit. 
| Pos | Coureur        | Bakkenist     | Merk                        | Ptn | {\displaystyle \Delta } | Overwinningen |
| --- | -------------- | ------------- | --------------------------- | --- | ----------------------- | ------------- |
| 1   | Steve Webster  | Tony Hewitt   | Brown-Silkolene-LCR-Krauser | 130 | -                       | 4             |
| 2   | Egbert Streuer | Geral de Haas | Lucky Strike-LCR-Yamaha     | 116 | −14                     | 1             |

## 500cc-klasse

### De training
Al tijdens de trainingen merkte Wayne Rainey dat zijn Dunlop-banden niet goed werkten op het circuit van Brno. Hij moest zich tevreden stellen met de vierde tijd en kon Kevin Schwantz, Eddie Lawson en Christian Sarron niet volgen. Omdat Luca Cadalora zich nog steeds op de 250cc-klasse concentreerde zette Giacomo Agostini de Europees kampioen van 1988 Alberto Rota op de machine van de ontslagen Freddie Spencer. Rota reed de vijftiende tijd. Dat was zeker niet slecht, want in de 250cc-klasse reed hij slechts de 37e tijd, waardoor hij eerste reserve stond. Wayne Gardner viel in de training, waarbij hij een gekneusde voet opliep en van dr. Costa het advies kreeg niet te starten. 

#### Trainingstijden
| Pos | Coureur             | Merk                               | Tijd     |
| --- | ------------------- | ---------------------------------- | -------- |
| 1.  | Kevin Schwantz      | Pepsi-Suzuki                       | 2"03'167 |
| 2.  | Eddie Lawson        | Kanemoto Racing-Rothmans-HRC-Honda | 2"03'380 |
| 3.  | Dominique Sarron    | Gauloises-Sonauto-Yamaha           | 2"04'216 |
| 4.  | Wayne Rainey        | Roberts-Lucky Strike-Yamaha        | 2"04'943 |
| 5.  | Niall Mackenzie     | Agostini-Marlboro-Yamaha           | 2"06'141 |
| 6.  | Ron Haslam          | Pepsi-Suzuki                       | 2"06'171 |
| 7.  | Kevin Magee         | Roberts-Lucky Strike-Yamaha        | 2"06'459 |
| 8.  | Wayne Gardner       | Rothmans-HRC-Honda                 | 2"06'648 |
| 9.  | Pierfrancesco Chili | Gallina-HB-HRC-Honda               | 2"06'715 |
| 10. | Tadahiko Taira      | Tech 21-Yamaha                     | 2"06'743 |

### De race
Bij de start maakte Kevin Schwantz een foutje, waardoor Eddie Lawson als snelste weg was. Na twee ronden had Schwantz de leiding, gevolgd door Lawson, Wayne Rainey en Christian Sarron. In het begin konden de eerste drie een aardig gevecht leveren, vanaf de vierde plaats gadegeslagen door Sarron, maar na verloop van tijd begon Rainey door bandenproblemen terug te vallen en hij werd gepasseerd door Sarron. Lawson wist de koppositie weer over te nemen, maar maakte een fout toen de achterblijvers ingehaald moesten worden en daar profiteerde Schwantz weer van. Uiteindelijk won hij met bijna zes seconden voorsprong op Lawson. Rainey werd nipt derde voor Sarron, die zeer waarschijnlijk stalorders had gekregen om achter Rainey te blijven. Die had nog een theoretische kans op de wereldtitel, die nu nog theoretischer was geworden. Als Rainey de GP van Brazilië won, zou Lawson aan de elfde plaats genoeg hebben voor de wereldtitel. 
| Pos | Coureur                      | Merk                               | Tijd      | Grid | Punten |
| --- | ---------------------------- | ---------------------------------- | --------- | ---- | ------ |
| 1   | Kevin Schwantz               | Pepsi-Suzuki                       | 48"20'649 | 1    | 20     |
| 2   | Eddie Lawson                 | Kanemoto Racing-Rothmans-HRC-Honda | +5'977    | 2    | 17     |
| 3   | Wayne Rainey                 | Roberts-Lucky Strike-Yamaha        | +26'031   | 4    | 15     |
| 4   | Christian Sarron             | Gauloises-Sonauto-Yamaha           | +26,056   | 3    | 13     |
| 5   | Pierfrancesco Chili          | Gallina-HB-HRC-Honda               | +51'153   | 9    | 11     |
| 6   | Niall Mackenzie              | Agostini-Marlboro-Yamaha           | +51'158   | 5    | 10     |
| 7   | Kevin Magee                  | Roberts-Lucky Strike-Yamaha        | +52'931   | 7    | 9      |
| 8   | Ron Haslam                   | Pepsi-Suzuki                       | +55'071   | 6    | 8      |
| 9   | Tadahiko Taira               | Tech 21-Yamaha                     | +1"19'178 | 10   | 7      |
| 10  | Adrien Morillas              | ELF-ROC-HRC-Honda                  | +1"25'785 | 13   | 6      |
| 11  | Randy Mamola                 | Cagiva Corse                       | +1"28'975 | 12   | 5      |
| 12  | Rob McElnea                  | Cabin-HRC-Honda                    | +1"50'777 | 11   | 4      |
| 13  | Alberto Rota                 | Agostini-Marlboro-Yamaha           | +1 ronde  | 15   | 3      |
| 14  | Alessandro Valesi            | Iberna-Yamaha                      | +1 ronde  | 14   | 2      |
| 15  | Peter Lindén                 | Flygvapnet-Eurovan Germany-Honda   | +1 ronde  | 17   | 1      |
| 16  | Juan López Mella             | Xunta-Honda                        | +1 ronde  | 16   |        |
| 17  | Eddie Laycock                | Millar-Honda                       | +1 ronde  | 18   |        |
| 18  | Bruno Kneubühler             | Römer-Honda                        | +1 ronde  | 25   |        |
| 19  | Fabio Biliotti               | Team Katayama-Honda                | +1 ronde  | 24   |        |
| 20  | Michael Rudroff              | Rallye Sport-Honda                 | +1 ronde  | 22   |        |
| 21  | Simon Buckmaster             | Team Katayama-Honda                | +1 ronde  | 20   |        |
| 22  | Stefan Klabacher             | Honda                              | +1 ronde  | 23   |        |
| 23  | Andreas Leuthe               | Librenti-Suzuki                    | +1 ronde  | 26   |        |
| 24  | Sepp Doppler                 | Suzuki                             | +1 ronde  | 28   |        |
| 25  | Fernando González De Nicolás | Club Cross Pozuelo-Honda           | +2 ronden | 32   |        |
| 26  | Vincenzo Cascino             | Nolan-Suzuki                       | +2 ronden | 31   |        |
| 27  | Rudolf Zeller                | Honda                              | +2 ronden | 33   |        |
| 28  | Pavel Dekanek                | Wernberger Konservenfabrik-Honda   | +2 ronden | 29   |        |
| 29  | Dario Marchetti              | Honda                              | +2 ronden | 36   |        |
| 30  | Harry Heutmekers             | Suzuki                             | +2 ronden | 37   |        |
| 31  | Michael Kaplan               | SKF-Honda                          | +4 ronden | 34   |        |

| Coureur           | Merk             | Oorzaak   | Grid |
| ----------------- | ---------------- | --------- | ---- |
| Cees Doorakkers   | Honda            | Vastloper | 27   |
| Helmut Schütz     | Honda            |           | 35   |
| Karl Dauer        | Honda            |           | 30   |
| Niggi Schmassmann | Technotron-Honda |           | 21   |
| Marco Papa        | Greco-Paton      |           | 19   |

| Coureur       | Merk               | Oorzaak  | Grid |
| ------------- | ------------------ | -------- | ---- |
| Wayne Gardner | Rothmans-HRC-Honda | Blessure | 8    |

| Coureur           | Merk   |
| ----------------- | ------ |
| Marian Troliga    | Suzuki |
| Peter Graves      | Honda  |
| Thomas Berghammer | Suzuki |
| Hans Klingebiel   | Honda  |
| Norbert Heiles    | Suzuki |
| Tony Carey        | Honda  |

| Coureur           | Merk                     | Oorzaak   |
| ----------------- | ------------------------ | --------- |
| Michael Dowson    | Yamaha                   |           |
| Mick Doohan       | Rothmans-HRC-Honda       | Blessure  |
| Marco Gentile     | Fior-Marlboro-Yamaha     | Gewond    |
| Alois Meyer       | Rallye Sport-Honda       |           |
| Ernst Gschwender  | Suzuki Deutschland       |           |
| Dominique Sarron  | ELF-ROC-HRC-Honda        | Blessure  |
| Luca Cadalora     | Agostini-Marlboro-Yamaha | [ 4 ]     |
| Massimo Broccoli  | Cagiva Corse             |           |
| Romolo Balbi      | Honda                    |           |
| Kunio Machii      | Nescafé-Yamaha           | [ 5 ]     |
| Norihiko Fujiwara | Tech 21-Yamaha           | [ 6 ]     |
| Shinichi Ito      | Seed-HRC-Honda           | [ 5 ]     |
| Shunji Yatsushiro | Pentax-HRC-Honda         | [ 5 ]     |
| Bubba Shobert     | Cabin-HRC-Honda USA      | Gewond    |
| Fred Merkel       | Gallina-HB-HRC-Honda     |           |
| Freddie Spencer   | Agostini-Marlboro-Yamaha | Ontslagen |
| John Kocinski     | Roberts-Yamaha           | [ 8 ]     |

### Top tien tussenstand 500cc-klasse
| Pos | Coureur             | Merk                               | Ptn   |
| --- | ------------------- | ---------------------------------- | ----- |
| 1   | Eddie Lawson        | Kanemoto Racing-Rothmans-HRC-Honda | 211   |
| 2   | Wayne Rainey        | Roberts-Lucky Strike-Yamaha        | 195,5 |
| 3   | Christian Sarron    | Gauloises-Sonauto-Yamaha           | 157,5 |
| 4   | Kevin Schwantz      | Pepsi-Suzuki                       | 142,5 |
| 5   | Kevin Magee         | Roberts-Lucky Strike-Yamaha        | 128,5 |
| 6   | Pierfrancesco Chili | Gallina-HB-HRC-Honda               | 122   |
| 7   | Niall Mackenzie     | Agostini-Marlboro-Yamaha           | 96    |
| 8   | Ron Haslam          | Pepsi-Suzuki                       | 75    |
| 9   | Mick Doohan         | Rothmans-HRC-Honda                 | 68    |
| 10  | Wayne Gardner       | Rothmans-HRC-Honda                 | 58    |

## 250cc-klasse

### De training
Hoewel Sito Pons al wereldkampioen was, was de strijd om de tweede plaats in het kampioenschap nog spannend: Jacques Cornu had vijf punten voorsprong op Reinhold Roth. In de kwalificatietrainingen ging het dan ook tussen deze twee, waarbij Roth slechts 0,09 seconde sneller was dan Cornu. Hans Becker viel en brak daarbij een hand en Jean-Philippe Ruggia moest zijn seizoen beëindigen door een gebroken pols. 

#### Trainingstijden
| Pos | Coureur            | Merk                        | Tijd     |
| --- | ------------------ | --------------------------- | -------- |
| 1.  | Reinhold Roth      | HB-Shoei-HRC-Honda          | 2"08'508 |
| 2.  | Jacques Cornu      | Lucky Strike-ELF-HRC-Honda  | 2"08'593 |
| 3.  | Sito Pons          | Campsa-JJ Cobas-HRC-Honda   | 2"08'748 |
| 4.  | Luca Cadalora      | Agostini-Marlboro-Yamaha    | 2"08'964 |
| 5.  | Helmut Bradl       | HB-Römer-HRC-Honda          | 2"09'253 |
| 6.  | Masahiro Shimizu   | Ajinomoto-HRC-Honda         | 2"09'404 |
| 7.  | Carlos Cardús      | Repsol-HRC-Honda España     | 2"09'472 |
| 8.  | Juan Garriga       | Nieto-Ducados-Repsol-Yamaha | 2"09'885 |
| 9.  | Martin Wimmer      | Hein Gericke-Aprilia-Rotax  | 2"10'002 |
| 10. | Didier de Radiguès | Aprilia-Rotax               | 2"10'207 |

### De race
De 250cc-race begon met een enorm valse start, veroorzaakt door Wilco Zeelenberg, die al wegreed toen het rode licht aansprong. Zeelenberg kneep de koppeling meteen weer in, maar het kwaad was al geschied. De coureurs die aan de rechterkant van het veld achter hem stonden reageerden weer op de beweging van Zeelenberg en vertrokken. De oplossing was eenvoudig geweest: Zeelenberg, Daniel Amatriaín en nog een man of vijf een strafminuut geven en de start overdoen. In plaats daarvan sprong het licht op groen en werd er verder geen actie ondernomen. Amatriaín reed dus meteen aan de leiding voor Zeelenberg. Na een ronde leidde Jacques Cornu voor Amatriaín, Reinhold Roth, Sito Pons en Wilco Zeelenberg. Na verloop van tijd vormde zich een viermans kopgroep: Cornu, Roth, Pons en Masahiro Shimizu, op enkele tientallen meters gevolgd door Helmut Bradl, Carlos Cardús en Alex Barros. Toch werd de aansluiting niet gevonden en kwam Bradl eenzaam op de vijfde plaats terecht. Zo verliep het grootste deel van de race weinig spectaculair, met Roth voor Shimizu, Cornu en Pons. Bij het ingaan van de laatste ronde deed Shimizu een geslaagde aanval op Roth, die gedurende die ronde drie mislukte tegenaanvallen deed. Pas in de laatste bocht kwam hij buitenom naast Shimizu, die na de finish juichte, maar toen nog niet wist dat hij met 0,001 seconde verschil tweede was geworden. De strijd om de tweede plaats in het kampioenschap was nu nog spannender geworden, want Roth en Cornu stonden in punten exact gelijk. 
| Pos | Coureur                   | Merk                            | Tijd      | Grid | Punten |
| --- | ------------------------- | ------------------------------- | --------- | ---- | ------ |
| 1   | Reinhold Roth             | HB-Shoei-HRC-Honda              | 43"33'880 | 1    | 20     |
| 2   | Masahiro Shimizu          | Ajinomoto-HRC-Honda             | +0'001    | 6    | 17     |
| 3   | Jacques Cornu             | Lucky Strike-ELF-HRC-Honda      | +0'257    | 2    | 15     |
| 4   | Sito Pons                 | Campsa-JJ Cobas-HRC-Honda       | +0'844    | 3    | 13     |
| 5   | Helmut Bradl              | HB-Römer-HRC-Honda              | +5'694    | 5    | 11     |
| 6   | Luca Cadalora             | Agostini-Marlboro-Yamaha        | +5'761    | 4    | 10     |
| 7   | Juan Garriga              | Nieto-Ducados-Repsol-Yamaha     | +10'187   | 8    | 9      |
| 8   | Carlos Cardús             | Repsol-HRC-Honda España         | +16'617   | 7    | 8      |
| 9   | Carlos Lavado             | Rudy Project-Aprilia-Rotax      | +27'811   | 11   | 7      |
| 10  | Alex Barros               | McDonald's-Venemotos-Yamaha     | +33'341   | 13   | 6      |
| 11  | Wilco Zeelenberg          | Samson-Sharp-HRC-Honda          | +40'496   | 16   | 5      |
| 12  | Paolo Casoli              | Pileri-AGV-Honda                | +40'585   | 21   | 4      |
| 13  | Didier de Radiguès        | Aprilia-Rotax                   | +41'005   | 10   | 3      |
| 14  | Daniel Amatriaín          | Team Katayama-Ducados-HRC-Honda | +41'414   | 15   | 2      |
| 15  | Manfred Herweh            | Yamaha                          | +46'745   | 18   | 1      |
| 16  | Alberto Puig              | Nieto-Ducados-Yamaha            | +53'163   | 17   |        |
| 17  | Gary Cowan                | Docshop-Yamaha                  | +57'366   | 19   |        |
| 18  | Maurizio Vitali           | Honda                           | +57'561   | 27   |        |
| 19  | Alain Bronec              | Aprilia-Rotax                   | +57'870   | 23   |        |
| 20  | Harald Eckl               | Römer-Aprilia-Rotax             | +1"00'674 | 22   |        |
| 21  | Jochen Schmid             | Honda                           | +1"00'981 | 20   |        |
| 22  | Patrick van den Goorbergh | Docshop-Yamaha                  | +1"15'371 | 24   |        |
| 23  | Renzo Colleoni            | Aprilia-Rotax                   | +1"15'460 | 25   |        |
| 24  | August Auinger            | Project Consult-Yamaha          | +1"23'907 | 29   |        |
| 25  | Luis Lavado               | Yamaha                          | +1"24'876 | 32   |        |
| 26  | Bernard Schick            | Yamaha                          | +1"25'041 | 30   |        |
| 27  | Virginio Ferrari          | Gazzaniga-Rotax                 | +1"36'639 | 33   |        |
| 28  | Frédéric Protat           | Aprilia-Rotax                   | +1"36'655 | 35   |        |
| 29  | Jean-Francois Foray       | Yamaha                          | +2"00'186 | 36   |        |
| 30  | Urs Jücker                | Yamaha                          | +2"10'253 | 38   |        |
| 31  | Jean-François Baldé       | Yamaha                          | +1 ronde  | 34   |        |
| 32  | Arpad Harmati             | Yamaha                          |           | 39   |        |
| 33  | Andreas Preining          | Aprilia-Rotax                   |           | 26   |        |

| Coureur          | Merk              | Oorzaak | Grid |
| ---------------- | ----------------- | ------- | ---- |
| Stefano Caracchi | Honda             |         | 28   |
| Fausto Ricci     | FMI-Aprilia-Rotax |         | 31   |

| Coureur              | Merk                       | Oorzaak   | Grid |
| -------------------- | -------------------------- | --------- | ---- |
| Alberto Rota         | FMI-Aprilia-Rotax          | [ 9 ]     | 37   |
| Jean-Philippe Ruggia | Gauloises-Sonauto-Yamaha   | Blessure  | 9    |
| Loris Reggiani       | HB-HRC-Honda               | Afgereisd | 12   |
| Martin Wimmer        | Hein Gericke-Aprilia-Rotax | Blessure  | 14   |

| Coureur        | Merk   |
| -------------- | ------ |
| Hans Becker    | Yamaha |
| Istvan Lovasi  | Yamaha |
| Marian Troliga | Yamaha |
| Darren Millner | Yamaha |
| Jiri Pertlicek | Rotax  |

| Coureur            | Merk            | Oorzaak |
| ------------------ | --------------- | ------- |
| Daryl Beattie      | Honda           |         |
| Adrien Morillas    | Yamaha          | [ 13 ]  |
| Kevin Mitchell     | Yamaha          |         |
| Marcellino Lucchi  | Aprilia-Rotax   |         |
| Junya Arai         | Honda           | [ 5 ]   |
| Tadayuki Okada     | Cabin-HRC-Honda | [ 5 ]   |
| Toshihiko Honma    | Yamaha          | [ 14 ]  |
| Toshinobu Shiomori | Yamaha          | [ 5 ]   |
| Jim Filice         | HRC-Honda       | [ 15 ]  |
| John Kocinski      | Roberts-Yamaha  | [ 16 ]  |

### Top tien tussenstand 250cc-klasse
| Pos | Coureur                    | Merk                                   | Ptn |
| --- | -------------------------- | -------------------------------------- | --- |
| 1   | Sito Pons (wereldkampioen) | Campsa-JJ Cobas-HRC-Honda              | 249 |
| 2   | Jacques Cornu              | Lucky Strike-ELF-HRC-Honda             | 180 |
| 2   | Reinhold Roth              | HB-Römer-HRC-Honda/ HB-Shoei-HRC-Honda | 180 |
| 4   | Carlos Cardús              | Repsol-HRC-Honda España                | 151 |
| 5   | Jean-Philippe Ruggia       | Gauloises-Sonauto-Yamaha               | 110 |
| 6   | Luca Cadalora              | Agostini-Marlboro-Yamaha               | 107 |
| 7   | Masahiro Shimizu           | Ajinomoto-HRC-Honda                    | 99  |
| 8   | Juan Garriga               | Nieto-Ducados-Repsol-Yamaha            | 93  |
| 9   | Helmut Bradl               | HB-Römer-HRC-Honda                     | 80  |
| 10  | Martin Wimmer              | Hein Gericke-Aprilia-Rotax             | 61  |

## 125cc-klasse

### De training
Àlex Crivillé viel een keer tijdens de trainingen, waarbij hij een flinke snee in zijn arm opliep. Ook Hans Spaan viel als gevolg van de stuiterende voorvork van zijn Honda, een euvel dat hij maar moeilijk onder de duim kreeg. Koji Takada was verrassend derde in de training, maar hij gaf toe dat hij een tijdje achter Ezio Gianola geslipstreamed had. Gianola zelf reed echter slechts de zevende tijd. 

#### Trainingstijden
| Pos | Coureur          | Merk                    | Tijd     |
| --- | ---------------- | ----------------------- | -------- |
| 1.  | Àlex Crivillé    | Marlboro-JJ Cobas-Rotax | 2"16'371 |
| 2.  | Koji Takada      | Fukuda-Honda            | 2"16'947 |
| 3.  | Hans Spaan       | Samson-Sharp-Honda      | 2"17'048 |
| 4.  | Hisashi Unemoto  | Fukuda-Honda            | 2"18'150 |
| 5.  | Alfred Waibel    | Honda                   | 2"18'243 |
| 6.  | Corrado Catalano | Gazzaniga-Rotax         | 2"18'400 |
| 7.  | Ezio Gianola     | Pileri-AGV-Honda        | 2"18'430 |
| 8.  | Allan Scott      | Honda                   | 2"18'667 |
| 9.  | Stefan Prein     | Honda                   | 2"18'870 |
| 10. | Lucio Pietroniro | Honda                   | 2"19'047 |

### De race
Hans Spaan had de beste start en leidde de kopgroep, die verder bestond uit Ezio Gianola, Àlex Crivillé, Koji Takada, Hisashi Unemoto, Stefan Prein, Jorge Martínez, en Allan Scott tot en met de zevende ronde. Toen nam Crivillé de leiding over en moest Spaan het gevecht aangaan met Prein. Crivillé had met zijn JJ Cobas geen last van de stuiterende voorvork die alle Honda-coureurs teisterde en liep gemakkelijk weg. Takada kon als enige de strijd aangaan met Crivillé, maar toen hij zijn achterstand van zes seconden terug had gebracht naar anderhalve seconde scheurde zijn uitlaat moest hij zijn opmars staken. In de slotfase versloeg Spaan privérijder Prein en hij eindigde als tweede. Àlex Crivillé werd de (toen) jongste wereldkampioen, met zijn 19 jaar tien dagen jonger dan Johnny Cecotto toen hij in het seizoen 1975 wereldkampioen 350 cc werd.
| Pos | Coureur          | Merk                       | Tijd      | Grid | Punten |
| --- | ---------------- | -------------------------- | --------- | ---- | ------ |
| 1   | Àlex Crivillé    | Marlboro-JJ Cobas-Rotax    | 39"28'521 | 1    | 20     |
| 2   | Hans Spaan       | Samson-Sharp-Honda         | +4,339    | 3    | 17     |
| 3   | Stefan Prein     | Honda                      | +6,211    | 9    | 15     |
| 4   | Jorge Martínez   | Nieto-Ducados-Cepsa-Derbi  | +13,337   | 13   | 13     |
| 5   | Hisashi Unemoto  | Fukuda-Honda               | +13,340   | 4    | 11     |
| 6   | Ezio Gianola     | Pileri-AGV-Honda           | +13,626   | 7    | 10     |
| 7   | Koji Takada      | Fukuda-Honda               | +18,098   | 2    | 9      |
| 8   | Allan Scott      | Honda                      | +19,651   | 8    | 8      |
| 9   | Alfred Waibel    | Honda                      | +24,592   | 5    | 7      |
| 10  | Adi Stadler      | Honda                      | +25,465   | 17   | 6      |
| 11  | Robin Appleyard  | Honda                      | +26,244   | 11   | 5      |
| 12  | Taru Rinne       | Servisco-Honda             | +27,273   | 12   | 4      |
| 13  | Dirk Raudies     | Honda                      | +27,385   | 23   | 3      |
| 14  | Fausto Gresini   | FMI-Marlboro-Aprilia-Rotax | +35,355   | 25   | 2      |
| 15  | Heinz Lüthi      | Honda                      | +35,444   | 20   | 1      |
| 16  | Robin Milton     | Honda                      | +35,513   | 14   |        |
| 17  | Lucio Pietroniro | Honda                      | +35,682   | 10   |        |
| 18  | Flemming Kistrup | Honda                      | +35,882   | 16   |        |
| 19  | Mike Leitner     | Honda                      | +58,082   | 15   |        |
| 20  | Stuart Edwards   | Honda                      | +1"01'137 | 30   |        |
| 21  | Emilio Cuppini   | Garelli                    | +1"06'182 | 26   |        |
| 22  | Johnny Wickström | Honda                      | +1"11'614 | 21   |        |
| 23  | Hubert Abold     | Honda                      | +1"12'001 | 22   |        |
| 24  | Bruno Casanova   | FMI-Aprilia-Rotax          | +1"21'903 | 34   |        |
| 25  | Hervé Duffard    | Honda                      | +1"40'260 | 33   |        |
| 26  | Rafael Roses     | Metrakit-JJ Cobas-Rotax    | +2"07'266 | 27   |        |

| Coureur            | Merk            | Oorzaak | Grid |
| ------------------ | --------------- | ------- | ---- |
| Manuel Hernández   | Honda           |         | 24   |
| Ralf Waldmann      | Seel            |         | 18   |
| Alex Bedford       | 7Up-EMC-Rotax   |         | 32   |
| Thierry Feuz       | Honda           |         | 19   |
| Herri Torrontegui  | Honda           |         | 28   |
| Håkan Olsson       | Rotax           |         | 36   |
| Domenico Brigaglia | Garelli         |         | 35   |
| Doriano Romboni    | Honda           |         | 29   |
| Corrado Catalano   | Gazzaniga-Rotax |         | 6    |

| Coureur           | Merk           | Oorzaak | Grid |
| ----------------- | -------------- | ------- | ---- |
| Luis Miguel Reyes | Marlboro-Honda |         | 31   |
| Imrich Majoros    | Honda          |         | 37   |

| Coureur            | Merk                      |
| ------------------ | ------------------------- |
| Jos van Dongen     | Casal                     |
| Julián Miralles    | Nieto-Ducados-Cepsa-Derbi |
| Jean-Claude Selini | Honda                     |
| Javier Debon       | JJ Cobas-Rotax            |
| Attila Czösz       | Honda                     |
| Othmar Schuler     | Honda                     |
| Manfred Thurmayer  | Honda                     |
| Gerhard Waibel     | Honda                     |
| Gastone Grassetti  | Honda                     |
| Serge Julin        | Honda                     |
| Marco Cipriani     | Honda                     |
| Stefan Dörflinger  | Marlboro-Aprilia-Rotax    |

| Coureur             | Merk          | Oorzaak |
| ------------------- | ------------- | ------- |
| Ian Saunders        | Honda         |         |
| Bady Hassaine       | Honda         |         |
| Jean-Pierre Jeandat | Honda         |         |
| Gabriele Debbia     | Aprilia-Rotax |         |
| Kasuya Yamada       | Honda         | [ 5 ]   |
| Kazuaki Yamashita   | Honda         | [ 5 ]   |
| Kenishi Yoshida     | Honda         | [ 5 ]   |
| Masato Shima        | Honda         | [ 5 ]   |
| Masayuki Hirose     | Honda         | [ 5 ]   |
| Shin'ichi Fujiyama  | Honda         | [ 5 ]   |
| Yukata Fujiwara     | Honda         | [ 5 ]   |

### Top tien eindstand 125cc-klasse
| 1  | Àlex Crivillé (wereldkampioen) | Marlboro-JJ Cobas-Rotax    | 166 |
| 2  | Hans Spaan                     | Samson-Sharp-Honda         | 152 |
| 3  | Ezio Gianola                   | Pileri-AGV-Honda           | 138 |
| 4  | Hisashi Unemoto                | Fukuda-Honda               | 104 |
| 5  | Fausto Gresini                 | FMI-Marlboro-Aprilia-Rotax | 102 |
| 6  | Koji Takada                    | Fukuda-Honda               | 99  |
| 7  | Stefan Prein                   | Honda                      | 92  |
| 8  | Julián Miralles                | Nieto-Ducados-Cepsa-Derbi  | 90  |
| 9  | Jorge Martínez                 | Nieto-Ducados-Cepsa-Derbi  | 72  |
| 10 | Allan Scott                    | Honda                      | 54  |

## 80cc-klasse

### De training
In de trainingen kwam Peter Öttl een keer ten val, maar hij reed toch nog de vierde trainingstijd. Stefan Dörflinger was de snelste voor Herri Torronteguit en Jorge Martínez. Manuel Herreros was slechts vijfde en misschien was dat de reden dat Ángel Nieto besloot om de machines van Martínez en Herreros in de warm-up training om te ruilen. Herreros had ook nog wat last van een verkeersongeval in Brno enkele weken tevoren. Zij gezicht zat vol littekens en een van zijn oogleden was vastgezet omdat hij anders niet meer naar beneden kon kijken. Het team haar daarom extra grote pitborden gemaakt. 

#### Trainingstijden
| Pos | Coureur           | Merk                      | Tijd     |
| --- | ----------------- | ------------------------- | -------- |
| 1.  | Stefan Dörflinger | Marlboro-LCR-Krauser      | 2"24'605 |
| 2.  | Herri Torrontegui | Servitrans-Repsol-Krauser | 2"26'005 |
| 3.  | Jorge Martínez    | Nieto-Ducados-Cepsa-Derbi | 2"26'186 |
| 4.  | Peter Öttl        | Atomic-Krauser            | 2"27'123 |
| 5.  | Manuel Herreros   | Nieto-Ducados-Cepsa-Derbi | 2"27'148 |
| 6.  | Jörg Seel         | Seel                      | 2"27'549 |
| 7.  | Jos van Dongen    | Casal                     | 2"28'007 |
| 8.  | Bogdan Nikolov    | Krauser                   | 2"28'140 |
| 9.  | Hans Koopman      | Viplex-Ziegler            | 2"28'522 |
| 10. | Luis Alvaro       | Krauser                   | 2"26'628 |

### De race
Jorge Martínez had niet alleen zijn snelste Derbi aan Manuel Herreros af moeten staan, maar had ook opdracht gekregen om Herreros zo veel mogelijk te helpen. Dat kon hij ook een tijdje doen, door Peter Öttl af te stoppen zodra die voor Herreros reed. Om de overwinning ging het toen al niet meer, want Herri Torrontegui nam meteen de leiding en stond die niet meer af. Uiteindelijk konden Öttl en Herreros hun gevecht eerlijk voeren, met Martínez, Jörg Seel en de slecht gestarte Stefan Dörflinger als toeschouwers. Tegen het einde van de race werd wel duidelijk dat Öttl de snelste was. Hij reed zich enkele tientallen meters los van Herreros, tot hij een grote fout maakte. Minder dan een kilometer scheidde hem van de wereldtitel toen zijn voorwiel onderuit schoof. Herreros werd tweede en daarmee - zonder ook maar een enkele Grand Prix gewonnen te hebben - de allerlaatste wereldkampioen 80 cc.
| Pos | Coureur            | Merk                       | Tijd      | Grid | Punten |
| --- | ------------------ | -------------------------- | --------- | ---- | ------ |
| 1   | Herri Torrontegui  | Servitrans-Repsol-Krauser  | 31"30'37  | 2    | 20     |
| 2   | Manuel Herreros    | Nieto-Ducados-Cepsa-Derbi  | +18'781   | 5    | 17     |
| 3   | Jorge Martínez     | Nieto-Ducados-Cepsa-Derbi  | +19'178   | 3    | 15     |
| 4   | Jörg Seel          | Seel                       | +21'490   | 6    | 13     |
| 5   | Stefan Dörflinger  | Marlboro-LCR-Krauser       | +21'490   | 1    | 11     |
| 6   | Luis Alvaro        | Krauser                    | +32'490   | 10   | 10     |
| 7   | Paolo Priori       | Krauser                    | +33'461   | 15   | 9      |
| 8   | Gabriele Gnani     | Gnani                      | +35'434   | 20   | 8      |
| 9   | Bernd Völkel       | Seel                       | +37'942   | 14   | 7      |
| 10  | Bogdan Nikolov     | Krauser                    | +45'092   | 8    | 6      |
| 11  | Jaime Mariano      | Banca March-Timspeed-Casal | +45'188   | 21   | 5      |
| 12  | Jos van Dongen     | Casal                      | +47'324   | 7    | 4      |
| 13  | Bert Smit          | Krauser                    | +47'433   | 23   | 3      |
| 14  | János Szabó        | Krauser                    | +1"11'075 | 24   | 2      |
| 15  | Heinz Paschen      | Casal                      | +1"13'822 | 26   | 1      |
| 16  | José Saez          | Krauser                    | +1"14'194 | 18   |        |
| 17  | Günter Schirnhofer | Krauser                    | +1"14'195 | 13   |        |
| 18  | René Dünki         | LCR-Krauser                | +1"14'538 | 11   |        |
| 19  | Ralf Waldmann      | Seel                       | +1"14'539 | 12   |        |
| 20  | Janez Pintar       | Eberhardt                  | +1"14'861 | 22   |        |
| 21  | Antonio Sánchez    | JJ Cobas-Rotax             | +1"19'733 | 17   |        |
| 22  | Stefan Brägger     | Casal                      | +1"23'290 | 30   |        |
| 23  | Reiner Koster      | Kroko                      | +1"39'049 | 16   |        |
| 24  | Matthias Ehinger   | BMC                        | +1"43'722 | 37   |        |
| 25  | Thomas Engl        | Krauser                    | +1"55'110 | 28   |        |
| 26  | Zdravko Matulja    | Casal                      | +2"07'286 | 31   |        |
| 27  | Chris Baert        | Bultaco                    | +2"28'131 | 34   |        |
| 28  | Maik Stief         | Casal                      | +2"28'755 | 35   |        |

| Coureur         | Merk           | Oorzaak | Grid |
| --------------- | -------------- | ------- | ---- |
| Peter Öttl      | Atomic-Krauser | Val     | 4    |
| Hans Koopman    | Viplex-Ziegler | Val     | 9    |
| Paul Bordes     | RB             |         | 33   |
| Roberto Sassone | Unimoto        |         | 27   |
| Jacques Bernard | Fantic         |         | 19   |
| Joaquin Gali    | Krauser        |         | 32   |
| Javier Arumi    | Krauser        |         | 29   |
| Stefan Kurfiss  | Krauser        |         | 25   |

| Coureur     | Merk    |
| ----------- | ------- |
| Jan Vanecek | Krauser |

| Coureur           | Merk     |
| ----------------- | -------- |
| Alojs Pavlic      | Seel     |
| Otto Krmicek      | Casal    |
| Undine Kummer     | Krauser  |
| Otto Machinek     | Zelfbouw |
| Eduard Klimek     | RB       |
| Anton Gohly       | Bari     |
| Kvetsoslav Samak  | Casal    |
| Fernando Gonzalez | Krauser  |

| Coureur            | Merk                      | Oorzaak |
| ------------------ | ------------------------- | ------- |
| Julián Miralles    | Nieto-Ducados-Cepsa-Derbi |         |
| Giuseppe Ascareggi | BBFT                      |         |

| Pos. | Coureur                          | Team/merk                  | Punten |
| ---- | -------------------------------- | -------------------------- | ------ |
| 1    | Manuel Herreros (wereldkampioen) | Nieto-Ducados-Cepsa-Derbi  | 92     |
| 2    | Stefan Dörflinger                | Marlboro-LCR-Krauser       | 80     |
| 3    | Peter Öttl                       | Atomic-Krauser             | 75     |
| 4    | Herri Torrontegui                | Servitrans-Repsol-Krauser  | 75     |
| 5    | Gabriele Gnani                   | Gnani                      | 45     |
| 6    | Paolo Priori                     | Krauser                    | 41     |
| 7    | Bogdan Nikolov                   | Krauser                    | 40     |
| 8    | Jorge Martínez                   | Nieto-Ducados-Cepsa-Derbi  | 35     |
| 9    | Jaime Mariano                    | Banca March-Timspeed-Casal | 33     |
| 10   | Jörg Seel                        | Seel                       | 32     |

## Zijspanklasse

### De training
In de training baarde Rolf Biland opzien door met een neusspoiler te verschijnen, feitelijk een verboden onderdeel omdat uitstekende delen verboden waren. Niemand protesteerde er echter tegen, zodat Biland er ook mee aan de start kon verschijnen. Hij reed de snelste trainingstijd. Na veel bandenproblemen in de vorige races had Egbert Streuer er nu meer vertrouwen in. Hij had met een set banden dertien ronden getraind zonder overmatige slijtage, maar moest wel genoegen nemen met een startplaats op de tweede rij, achter Biland, Steve Webster en de gebroeders Egloff. 

#### Trainingstijden
| Pos | Coureur         | Bakkenist       | Merk                        | Tijd     |
| --- | --------------- | --------------- | --------------------------- | -------- |
| 1.  | Rolf Biland     | Kurt Waltisperg | Dow Chemical-LCR-Krauser    | 2"08'418 |
| 2.  | Steve Webster   | Tony Hewitt     | Brown-Silkolene-LCR-Krauser | 2"10'241 |
| 3.  | Markus Egloff   | Urs Egloff      | BP-SMS-Yamaha               | 2"10'297 |
| 4.  | Egbert Streuer  | Geral de Haas   | Lucky Strike-LCR-Yamaha     | 2"10'329 |
| 5.  | Alain Michel    | Jean-Marc Fresc | ELF-LCR-Krauser             | 2"10'916 |
| 6.  | Alfred Zurbrügg | Martin Zurbrügg | LCR-Yamaha                  | 2"11'640 |
| 7.  | Steve Abbott    | Shaun Smith     | Windle-Yamaha               | 2"11'984 |
| 8.  | Derek Jones     | Peter Brown     | LCR-Yamaha                  | 2"12'356 |
| 9.  | Gary Thomas     | Eckart Rösinger | LCR-Krauser                 | 2"12'566 |
| 10. | Masato Kumano   | Gavin Simmons   | LCR-Yamaha                  | 2"12'671 |

### De race
Vanaf de tweede startrij namen Egbert Streuer en Geral de Haas meteen de leiding voor Steve Webster/Tony Hewitt en Markus- en Urs Egloff. Rolf Biland kwam heel slecht weg en zakte meteen naar het middenveld. Toen hij probeerde meteen zo veel mogelijk concurrenten weer in te halen klapte zijn zijspanwiel hard tegen de curbstone in bocht drie en hij stopte bij de volgende doorkomst in de pit met een gebroken wielophanging. Hoewel Webster aan de tiende plaats genoeg zou hebben voor de wereldtitel, mengde hij zich sportief in de strijd om de leiding, waarbij hijzelf, Egbert Streuer en Markus Egloff beurtelings de leiding namen. Uiteindelijk moest Webster afhaken en Streuer reed de Egloffs op bijna drie seconden achterstand. Het uitvallen van Biland kostte hem de derde plaats in de wereldranglijst, die nu naar Alain Michel/Jean-Marc Fresc ging. 
| Pos | Coureur            | Bakkenist                       | Merk                        | Tijd      | Grid | Punten |
| --- | ------------------ | ------------------------------- | --------------------------- | --------- | ---- | ------ |
| 1   | Egbert Streuer     | Geral de Haas                   | Lucky Strike-LCR-Yamaha     | 37"33'835 | 4    | 20     |
| 2   | Markus Egloff      | Urs Egloff                      | BP-SMS-Yamaha               | 37"36'395 | 3    | 17     |
| 3   | Steve Webster      | Tony Hewitt                     | Brown-Silkolene-LCR-Krauser | 37"42'088 | 2    | 15     |
| 4   | Alain Michel       | Jean-Marc Fresc                 | ELF-LCR-Krauser             | 37"43'371 | 5    | 13     |
| 5   | Steve Abbott       | Shaun Smith                     | Windle-Yamaha               | 36"02'200 | 7    | 11     |
| 6   | Alfred Zurbrügg    | Martin Zurbrügg                 | LCR-Yamaha                  | 38"09'277 | 6    | 10     |
| 7   | Masato Kumano      | Gavin Simmons                   | LCR-Yamaha                  | 38"25'365 | 10   | 9      |
| 8   | Bernd Scherer      | Thomas Schröder                 | BSR-Krauser                 | 38"27'349 | 12   | 8      |
| 9   | Rolf Steinhausen   | Bruno Hiller                    | Busch-ADM                   | 38"27'504 | 13   | 7      |
| 10  | Fritz Stölzle      | Hubert Stölzle                  | LCR-Krauser                 | 38"28'782 | 15   | 6      |
| 11  | Yoshisada Kumagaya | Phillip Coombes                 | Windle-Yamaha               |           | 14   | 5      |
| 12  | Gary Thomas        | Eckart Rösinger                 | LCR-Krauser                 |           | 9    | 4      |
| 13  | Tony Wyssen        | Kilian Wyssen                   | LCR-Krauser                 |           |      | 3      |
| 14  | Theo van Kempen    | Simon Birchall                  | Beijeman-LCR-Krauser        |           | 19   | 2      |
| 15  | Tony Baker         | Trevor Hopkinson                | LCR-Krauser                 |           |      | 1      |
| 16  | Clive Stirrat      | Simon Prior                     | LCR-Krauser                 |           |      |        |
| 17  | George Hardwick    | Steve Parker of Gary Irlam      | LCR-Yamaha                  |           |      |        |
| 18  | Judd Drew          | Brian Houghton                  | LCR-JPX                     |           |      |        |
| 19  | Wolfgang Stropek   | Steve Campbell of Wolfgang Bock | LCR-Krauser                 |           |      |        |
| 20  | Paul Atkinson      | Onbekend                        | Onbekend                    |           |      |        |
| 21  | Giampaolo Arlati   | Vinicio Montanelli              | LCR-Krauser                 |           |      |        |
| 22  | Horst Schons       | Onbekend                        | Onbekend                    |           |      |        |

| Coureur        | Bakkenist       | Merk                     | Oorzaak       | Grid |
| -------------- | --------------- | ------------------------ | ------------- | ---- |
| Rolf Biland    | Kurt Waltisperg | Dow Chemical-LCR-Krauser | Wielophanging | 1    |
| Derek Jones    | Peter Brown     | LCR-Yamaha               | Ongeval       | 8    |
| Barry Brindley | Graham Rose     | Fowler-Yamaha            |               | 11   |

| Coureur        | Bakkenist                       | Merk        |
| -------------- | ------------------------------- | ----------- |
| René Progin    | Yvan Hunziker                   | LCR-Krauser |
| Yvan Nigrowsky | Jacques Corbier                 | LCR-JPX     |
| Barry Smith    | David Smith                     | Windle-ADM  |
| Kenny Howles   | Steve Pointer                   | LCR-Krauser |
| Ray Gardner    | Tony Strevens                   | LCR-Krauser |
| Billy Gällros  | Håkan Olsson of Julian Tailford | Yamaha      |

| Pos. | Coureur                        | Bakkenist                           | Team/merk                     | Punten |
| ---- | ------------------------------ | ----------------------------------- | ----------------------------- | ------ |
| 1    | Steve Webster (wereldkampioen) | Tony Hewitt (wereldkampioen)        | Brown-Silkolene-LCR-Krauser   | 145    |
| 2    | Egbert Streuer                 | Bernard Schnieders en Geral de Haas | Lucky Strike-LCR-Yamaha       | 136    |
| 3    | Alain Michel                   | Jean-Marc Fresc                     | ELF-LCR-Krauser               | 109    |
| 4    | Rolf Biland                    | Kurt Waltisperg                     | Dow Chemical-LCR-Krauser      | 105    |
| 5    | Markus Egloff                  | Urs Egloff en Gavin Simmons         | BP-LCR-Yamaha / BP-SMS-Yamaha | 73     |
| 6    | Fritz Stölzle                  | Hubert Stölzle                      | LCR-Krauser                   | 69     |
| 7    | Masato Kumano                  | Markus Fährni en Gavin Simmons      | LCR-Yamaha                    | 67     |
| 8    | Rolf Steinhausen               | Bruno Hiller                        | Busch-ADM                     | 57     |
| 9    | Barry Brindley                 | Graham Rose                         | Fowler-Yamaha                 | 56     |
| 10   | Steve Abbott                   | Shaun Smith                         | LCR-Yamaha / Windle-Yamaha    | 46     |

## Trivia

### Jean-Philippe Ruggia
Jean-Philippe Ruggia trainde in Brno met de 500cc-Yamaha, waarmee hij slechts een seconde langzamer was dan teamgenoot Christian Sarron. Het was nog niet zeker of hij ook in de 500cc-klasse zou starten, maar aan alle hoop kwam een einde toen hij met zijn 250cc-Yamaha viel en een pols brak. Daardoor was zijn seizoen vroegtijdig ten einde. 

### Loris Reggiani
Loris Reggiani was als wees opgevoed door zijn oom en kreeg tijdens de trainingen het bericht dat die oom was overleden. Hij reisde meteen af naar Italië. Volgens teammanger Michele Verrini was de klap zo zwaar geweest dat hij toch niet had kunnen rijden.

### Wayne Gardner
Wayne Gardner was nog maar net herstellende van een beenbreuk, toen hij bij een val in de training zijn voet kneusde. Nu hij toch kansloos was voor de titel besloot hij om zijn seizoen te beëindigen en rust te gaan nemen.
1928 · 1929 · 1950 · 1951 · 1952 · 1954 · 1955 · 1956 · 1957 · 1958 · 1959 · 1960 · 1961 · 1962 · 1963 · 1964 · 1965 · 1966 · 1967 · 1968 · 1969 · 1970 · 1971 · 1972 · 1973 · 1974 · 1975 · 1976 · 1977 · 1978 · 1979 · 1980 · 1981 · 1982 · 1983 · 1984 · 1985 · 1986 · 1987 · 1988 · 1989 · 1990 · 1991